# ジョゼ・エドゥアルド・ドス・サントス
ジョゼ・エドゥアルド・ドス・サントス（ポルトガル語: José Eduardo dos Santos、1942年8月28日 - 2022年7月8日）は、アンゴラの軍人、政治家、革命家。第2代アンゴラ共和国大統領。アンゴラ解放人民運動（MPLA）議長。
1979年にアゴスティニョ・ネト初代大統領の後を継いで大統領となり、2017年9月に退任するまで38年間にわたる長期政権を維持した。これはアフリカでは赤道ギニアのテオドロ・オビアン・ンゲマ大統領に次ぐ長さであった。

## 略歴
父は建設労働者。1956年学生時代にアンゴラ解放人民運動（MPLA）に加わる。しかし宗主国ポルトガルの弾圧を逃れ、1961年フランスに亡命を余儀なくされ、後にコンゴ共和国に逃れた。この頃からMPLA内で台頭し、副議長となる。また、亡命生活のため学業を中断していたが、ソ連に移りアゼルバイジャン石油化学大学（現・アゼルバイジャン国立石油アカデミー、Azerbaijan State Oil Academy）でエンジニアリングの学位を取得する。1970年アンゴラに帰国し、MPLAの軍事部門であるアンゴラ解放人民軍（Exército Popular de Libertação de Angola、EPLA）に所属、MPLAの第二政治・軍管区ラジオ送信担当に就任し、アンゴラ独立戦争に参加した。1974年第二管区電気通信担当副司令官となり、同時にMPLA外交担当コーディネーターに就任した。
1975年にアンゴラはポルトガルからの独立を果たしたものの、アンゴラは内戦に突入する。アンゴラ内戦初期に議長兼外交政策担当書記となり、1976年に書記を交代した。
1979年9月、アンゴラ初代大統領のアゴスティニョ・ネトが死去すると、後継大統領に就任した。
2013年12月15日、娘が企画したマライア・キャリーのコンサートに出席。マライア・キャリーの百万ドル（約1億円）とも指摘される出演料とともに話題になった。
2016年3月、73歳の時に2年後の政界引退を表明。2017年8月23日に実施された大統領選挙には出馬せず、9月26日に大統領を退任。
2020年1月、ICIJはアフリカ一の女性富豪（資産約2300億円）と言われる長女のイサベルが公共事業を受注したり、租税を回避して巨額の富を得た疑いがあると報じた。
2021年9月14日、滞在先のバルセロナから2年数か月ぶりに帰国した。
2022年7月8日、心不全のためスペイン・バルセロナの病院で死去。79歳没。翌9日、国際連合安全保障理事会はドスサントスと、同日（7月8日）に銃撃を受けて死亡した日本の安倍晋三元首相を追悼し、1分間の黙祷を捧げた。